# لوانا
لوانا (به ایتالیایی: Locana) یک کومونه در ایتالیا است که در استان تورین واقع شده‌است.

## خصوصیات
لوانا ۱۳۲٫۸ کیلومترمربع مساحت و ۱٬۶۴۲ نفر جمعیت دارد و ۶۱۳ متر بالاتر از سطح دریا واقع شده‌است.